# Mož iz Gallagha
Mož iz Gallagha je ime, ki so ga znanstveniki nadeli naravni mumiji, ki so jo leta 1821 našli pri kopanju šote v barju v bližini mesta Gallagh na Irskem. Kasnejša analiza je pokazala, da gre za moškega, ki je umrl nekje med letoma 470 in 120 pr. n. št.

## Odkritje
Truplo so leta 1821 pri kopanju šote v bližini domačega kraja Gallagh odkrili člani družine O'Kelly, ki so truplo počasi izkopavali kar osem let in za to zaračunavali vstopnino. Počasno izkopavanje je povzročilo propadanje tkiv, zaradi česar je truplo danes v slabem stanju, ob odkritju pa naj bi bilo odlično ohranjeno.
Ob odkritju je trulo ležalo na boku v globini 275 cm. Okoli vratu je imelo ovito vrbovo palico, s katero so ga najverjetneje zadavili. Okoli ene od nog je bilo ovito ogrinjalo iz jelenove kože, truplo pa je bilo z lesenimi klini pritrjeno na tla.
Leta 1829 je truplo odkupila Kraljeva družba iz Dublina in ga konzervirala.

## Znanstveni zaključki
Radiometrično datiranje Moža iz Gallagha je pokazalo, da je umrl nekje med leti 470 in 120 pr. n. št. Dodatne analize so pokazale, da gre najverjetneje za truplo moža, ki je bil ob času smrti star okoli 25 let in visok okoli 183 cm. Znanstveniki predvidevajo, da je bil Mož iz Gallagha obredno umorjen kot darilo bogovom

## Ogled
Truplo Moža iz Gallagha je trenutno na razstavi v Narodnem muzeju Irske v Dublinu.